# 白垩掠兽属
白垩掠兽属（学名：Cimolestes），也称白垩窃兽属，是白垩掠兽科下的一个属。

## 下属物种
本属包括以下物种：
- Cimolestes cuspulus Gheerbrant, 1992
- Cimolestes incisus Marsh, 1889
- Cimolestes stirtoni Clemens, 1973